# Mecopisthes tokumotoi
Mecopisthes tokumotoi là một loài nhện trong họ Linyphiidae.
Loài này thuộc chi Mecopisthes. Mecopisthes tokumotoi được Ryoji Oi miêu tả năm 1964.